# Еманюель-Арман де Він'єро дю Плессі-Рішельє
Еманюель-Арман де Він'єро дю Плессі-Рішельє (фр. Emmanuel-Armand de Vignerot du Plessis-Richelieu; 31 липня 1720 — 1 вересня 1788) — державний та військовий діяч Французького королівства, пер Франції.

## Життєпис
Походив зі французького шляхетського роду, молодшої гілки дю Плессі-Рішельє. Був родичем двох кардиналів-перших міністрів — Арма́н-Жан дю Плессі́ де Рішельє (через його сестру Фрациску) і Джуліо Мазаріні (через небогу Гортензію Манчині).
Єдиний син Арман-Луї де Віньєро дю Плессі-Рішельє, герцога Егійон, та Анни-Шарлотти де Круссоль-Флорензак. Народився 1720 року в Парижі. Отримав титул графа Ажен. Здобув гарну освіту. Замолоду був при королівському дворі.
У 1737 році вступив до війська. 1739 року очолив 24-й піхотний полк Брі. Користувався підтримкою королівської фаворитки Марії-Анни, герцогиня де Шатору. 1740 року оженився на представниці роду Бреан.
Брав участь у Війні за австрійську спадщину, перебуваючи на півночі Італії. 1744 року в битві біля П'єрлонге зазнав тяжкого поранення. У 1746 року потрапив у полон. По завершенню війни отримав звання табірного маршала та призначено на посаду губернатора Ельзаса.
1750 року після смерті батька стає герцогом Егійон. 1753 року стає губернатором Бретані. Його прискіпливість і прагнення до повновладдя поставили проти нього Штати Бретані і Реннській парламент. З початком Семирічної війни не зміг оперативно організувати оборону узбережжя від англійських піратів. Втім 1758 року відбив напад британського десанту на чолі із Чарлзем Спенсером, герцогом Мальборо на Сен-Мало. Того ж року завдав поразки іншому британському десанту у битві біля Сенн-Касту. 1759 року отримав у розпорядження 20 тис. солдатів, з якими повинен був висадитися в Шотландії, атакувавши Едінбург (в рамках загальної атаки на Велику Британію) з отримання подальшої підтримки від якобитів. Проте поразка Тулонської та Бретонської ескадр завадила цьому.
У 1762 році домігся обмеження брав Штатів Бретані. У 1764 році за підтримки першого міністра Етьєна Франсуа де Шуазеля та Паризького парламенту, Штати Бретані і Реннський парламент намагалися домогтися відставки герцога Егійона, але марно. Після чого протистояння Штатів і герцога тривало. Втім 1768 року дю Плессі-Рішельє сам підав у відставку та перебрався до Парижу. Тут вступив у змову з канцлером Рене Ніколя де Мопу, аббатом Жозефом Марі Террі та королівською фавориткою дю Баррі з метою повалення Шуазеля. 1769 року призначено лейтенантом легкоконної королівської гвардії.
Втім в Паризькому парламенті почався процес проти Егійона. Король наказав парламенту вважати Еманюель-Армана вільним від будь-якого звинувачення. Парламент не підкорився, оголосивши останнього позбавленим прав і привілеїв пера, поки він не очиститься від підозр. В розпал цієї боротьби дю Плессі-Рішельє спільно з Мопу та дю Баррі 1770 року домоглися відставку Шуазеля, скориставшись суперечкою того стосовно Фолклендської кризи.
1771 року Еманюель-Арман де Віньєро дю Плессі-Рішельє, герцога Егійона, було призначено державним секретарем у закордонних справах. Приписував собі успіх державного перевороту, виробленого в 1772 році в Швеції Густавом III за сприяння Франції; але насправді інструкції французькому посланнику в Швеції докинути були дані ще до вступу герцога в міністерство. Не зміг вчасно протидіяти Першому поділу Речі Посполитої. Продовжував розпочаті в Римі переговори про знищенні ордена єзуїтів, хоча потай був його прихильником. Втім у 1773 році орден єзуїтів було ліквідовано. Натомість 1774 року підтвердив права Папського престолу на Авіньйон та Конта-Венессен.
Невдовзі вступив у конфлікт з Рене Ніколя де Мопу, який став першим міністром королівства. Проте зміг 27 січня 1774 року отримати від короля посаду державного секретаря у справах війни та військово-морського флоту. Після сходження на трон нового короля Людовика XVI 1774 року вступив у конфлікт з королевою Марією-Антуанетою, внаслідок чого втратив посади державного секретаря у закордонних справах та у справах війни та військово-морського флоту, але отримав посаду полковника легкоконної королівської гвардії та пенсіон у 500 тис. ліврів. Решту життя, незважаючи на спроби повернутися до двору, провів в своїх маєтках, де писав мемуари. Помер 1788 року.

## Родина
Дружина — Луїза-Феліція, донька Людовика де Бреана, графа Плело, посланця Франції в Данії
Діти:
- Іннокента-Аглая (д/н—після 1766), дружина маркіза Жозефа-Доміка де Шабрілана
- Арман-Дезіре (1761—1800), герцог Егійон